# 40 y 20 (serie de televisión)
40 y 20 es una serie de televisión de comedia situacional mexicana producida por Gustavo Loza para Televisa, La primera temporada se estrenó el 1 de abril de 2016.
La serie hace una alusión a la vida del soltero divorciado y desobligado y, sobre todo, los problemas a causa de la edad. Irónicamente, la trama hace una sátira sobre la canción de José José 40 y 20.
Protagonizada por Jorge Van Rankin, Mauricio Garza y Michelle Rodríguez, con las participaciones estelares de Mónica Huarte, Verónica Jaspeado, Roberto Palazuelos, Begoña Narváez Katia Bada, la serie reapareció con una séptima y octava temporada.

## Sinopsis
La serie relata la historia de Paco, un hombre divorciado y desobligado que vive en la Ciudad de México y casi siempre se mete en problemas por tener muchas relaciones al mismo tiempo o por irse de fiesta todos los fines de semana. Su hijo Fran va a visitarlo todos los fines de semana, ya que este vive con su madre Rocío en alguna otra parte de la ciudad. A estos personajes se les suma Toña, la problemática y extremadamente perezosa sirvienta de Paco, al cual siempre le llama "Don Paquis" y en algunas ocasiones lo acusa de no pagarle, ni darle derecho de vacaciones, aunque estas acusaciones sean en su mayoría falsas. A medida que la serie va transcurriendo, Paco va descubriendo la parte mala de vivir de forma desobligada, por lo que en las temporadas posteriores va siendo un poco más responsable y mesurado con sus acciones, aunque de vez en cuando se siga metiendo en problemas.

## Reparto

### Personajes principales
- Jorge Van Rankin - Francisco Antonio o "Paco" Cossio: es un hombre divorciado de 40 años, de profesión arquitecto, que comparte su vida de parrandas, juegos e inmadurez con su hijo Francisco "Fran". Dentro de todo, vive desordenadamente junto con su hijo y su empleada Toña. Sus intenciones amorosas implican relaciones con mujeres más jóvenes que él.
- Mauricio Garza - Francisco Antonio "Fran" Cossio Espinoza: es un joven de 20 años, estudiante, que vive con su madre Rocío aunque disfruta los fines de semana junto con su padre Paco. Al igual que su padre, vive desordenamente en casa con Paco y Toña. Inversamente a su padre, a Fran le gustan las mujeres mayores que él.
- Michelle Rodríguez - Refugio Lorenza Antonia "Toña": es la sirvienta de la casa. Aunque se hace cargo de los quehaceres de la casa, generalmente es floja y atrevida. Suele hacer las cosas sin permiso de nadie y se mete en problemas.
- Mónica Huarte - Rocío Imelda Espinoza "Chio": es la madre de Fran y exesposa de Paco. Si bien se divorció de Paco y lo trata de manera dura e intensa, aún tiene algunos sentimientos por él. Siempre está pendiente de la vida amorosa de Paco y de las travesuras de Fran.
- Armando Hernández - Brayan Danielle - Es el novio y después el esposo de la Toña.
- Bruno Loza - Lucas Cossio es hijo de Paco y medio hermano de Fran.

### Personajes secundarios
- Begoña Narváez - Miranda Soto
- Oswaldo Zárate - "Borrego"
- Jessica Mas - Lola "Lolas"
- Verónica Jaspeado - Rosario "La Deleganster" Espinoza: es la tía de Fran y cuñada de Paco por parte de Rocío. Es delegada en México. Paco se refiere a ella como la "Deleganster" y ésta llega a las vidas de Paco y Fran para controlarlos en lugar de Rocío. Resulta que Rosario se va a vivir en el edificio de Paco donde serían vecinos. Todo esto se resume en que Rosario está enamorada de Paco desde su juventud, por lo que siempre está allí para fastidiarlo por el pasado que hubo entre ellos.
- Roberto Palazuelos - Alberto "Beto" Cossio: Es el primo de Paco y tío de Fran. También es un hombre divorciado, llegó a vivir a la casa de su primo en la quinta temporada, después de serle infiel a su esposa.
- Gerardo Taracena - Macedonio
- Pascacio López - Jair Gabriel
- Sophie Alexander - Laura
- María Aura - Margarita
- Katia Bada -  DJ Simone

### Actuaciones especiales
- Livia Brito - Mayra
- Manuel Mijares - Él mismo
- Luis Gatica - Víctor
- Estefanía Ahumada Lama - Macarena "Maca"
- Natalia Varela - "Marijo"
- Natalia Téllez - Monserrat "Monse"
- Emilio Azcárraga Jean- Él mismo
- Thanya López - Verónica "Verito"
- Regina Rojas - Emilia
- Mariana Carvajal - Susana
- Macarena Miguel - Cris
- Stephanie Almeida - Bruna
- Eugenia Cauduro - Maribel Malpica
- Ariadne Díaz - Jennifer Bracamontes
- Fabiola Guajardo - Xóchitl
- Reynaldo Rossano - Boby
- Mauricio Isaac - Rodolfo "Fofo"
- Ricardo Polanco - Alessandro
- Coral Bonelli † - Coral
- Mayrín Villanueva - Ximena
- Raúl Araiza - Pedro
- Mara Escalante - Doña Lucha
- Itahisa Machado - Karime
- Carlos Gascón - Óscar
- Monserrat Oliver - Sylvana
- Esmeralda Pimentel - Lorena
- Scarlett Dergal - Cassandra
- Irina Baeva - Masha
- Ela Velden - Mónica
- Martha Zavaleta - Abuela Toña
- Wanda Seux † - Sheyla
- Paola Galina - Ana María
- Luis Morales - Él Mismo
- Natasha Dupeyrón - Laura
- Giovanna Romo - Michelle
- Michelle González - Licenciada Horcasitas
- Lily Maja - Vielka
- Mariana D' Ángelo - Luciana
- Lautaro Ibars - Matías
- Nuria Bages - Gloria
- Manuel "Flaco" Ibáñez - Don Francisco
- Irving Peña - Juan Carlos
- Christian Uribe - doctor
- Carlos Espejel - Sanabria
- Luciana Silveyra - Susi
- Santiago Ramundo - David
- Jade Freser - Melina
- Raquel Pankowsky - Doña Magdalena
- Alma Cero - Irmita
- Gina Pedret - Hermana de Paco
- Eivaut Rischen - Pascal
- Issabela Camil - Julie
- Ximena Herrera - Doctora
- Moisés Muñoz   - El Mismo
- Luis Fernando Peña - Óscar Ismael Montaner Sesto

## Episodios
Hasta la fecha se han emitido 12 temporadas de 12 y 13 episodios. 
| Temporada | Temporada | Episodios | Episodios | Emisión original         | Emisión original        |
| Temporada | Temporada | Episodios | Episodios | Primera emisión          | Última emisión          |
| --------- | --------- | --------- | --------- | ------------------------ | ----------------------- |
|           | 1         | 13        | 13        | 1 de abril de 2016       | 1 de abril de 2016      |
|           | 2         | 13        | 13        | 2 de diciembre de 2016   | 2 de diciembre de 2016  |
|           | 3         | 13        | 13        | 28 de agosto de 2017     | 6 de noviembre de 2017  |
|           | 4         | 13        | 13        | 16 de septiembre de 2018 | 25 de noviembre de 2018 |
|           | 5         | 12        | 12        | 20 de noviembre de 2020  | 24 de diciembre de 2020 |
|           | 6         | 12        | 12        | 13 de abril de 2021      | 29 de junio de 2021     |
|           | 7         | 12        | 12        | 28 de septiembre de 2021 | 14 de diciembre de 2021 |
|           | 8         | 12        | 12        | 26 de abril de 2022      | 19 de julio de 2022     |
|           | 9         | 12        | 12        | 11 de octubre de 2022    | 27 de diciembre de 2022 |
|           | 10        | 12        | 12        | 3 de octubre de 2023     | 19 de diciembre de 2023 |
|           | 11        | 12        | 12        | 3 de octubre de 2024     | 26 de diciembre de 2024 |
|           | 12        | 12        | 12        | 1 de abril de 2025       | 9 de abril de 2025      |